# Cesare Rasini
Cesare Jacopo Rasini di Mortigliengo (Mortigliengo, 3 maggio 1957) è un doppiatore e direttore del doppiaggio italiano.

## Carriera
È attivo come doppiatore negli studi di Torino e Milano; ha doppiato personaggi come Re Kaioh del Nord in Dragon Ball Z, Dragon Ball GT e Dragon Ball Super, il padre di Nobita in Doraemon e il Professor Hugo Strange in The Batman.
Tra gli attori che ha doppiato: Danny DeVito, Elliott Gould e Stacy Keach. È inoltre il doppiatore dell'assistente procuratore distrettuale Ron Carver (Courtney B. Vance) nella serie televisiva Law & Order: Criminal Intent.
È la voce fuori campo di documentari e spot.

## Doppiaggio parziale

### Cinema
- Jan Decleir in La famiglia Claus, La famiglia Claus 2
- Dennis Quaid in Blue Miracle - A pesca per un sogno
- Sam Elliott in L'uomo che uccise Hitler e poi il Bigfoot
- Danny DeVito in Just Add Water
- Robert Costanzo in Undisputed III: Redemption
- Elliott Gould in Expecting Mary
- Stacy Keach in Chicago Overcoat
- Paco Mauri in The Ten
- Anthony M. Pizzuto in Sheer - I sogni finiscono all'alba
- Othon Bastos in Oltre l'universo
- Lech Dyblik in Hellhole
- Lee Geung-young in Monstrum - Caccia alla bestia
- Sten Ljunggren in Due fuori pista 2

### Televisione
- Gustavo Bermúdez in Antonella, Celeste, Celeste 2, La forza dell'amore, Una famiglia quasi perfetta
- Courtney B. Vance e Jay O. Sanders in Law & Order: Criminal Intent
- Michael Zittel, Joachim Lätsch (ep. 3271-3309) e Ralph Schicha in Tempesta d'amore
- Jay Brazeau in Garage Sale Mystery
- Vernon Dobtcheff in I Borgia
- Tom Butler in Primeval: New World
- Dean Norris in Tremors
- Blake Torney in Beetleborgs - Quando si scatena il vento dell'avventura
- Anthony Sherwood in Street Legal
- Richard Moir e Andrew S. Gilbert in La famiglia Twist
- Joe O'Connor in Clarissa (1ª ediz.)
- Maurie Fields in Pugwall
- Asif Raza Mir in Gangs of London
- Sebastian Koch in The Defeated
- Antônio Fagundes in Gabriela
- Jackson Antunes in Terra nostra
- Steven Berkoff in Vikings
- Ken Davitian in Cobra Kai
- Harry Zinn in Scandal
- William Sterchi in Outer Range
- Richard Gross in Tredici

### Serie animate
- Re Kaioh del Nord in Dragon Ball Z, Dragon Ball GT e Dragon Ball Super
- Devil in Dragon Ball
- Re Octopus (2^voce) in Le principesse del mare
- James in Un oceano di avventure
- Gucci in Conan il ragazzo del futuro
- Hugo Strange in The Batman
- Guy Gardner in Batman: The Brave and the Bold
- James Black (2ª voce), Shintaro Chaki (ep. 776) e Goro Otaki (2ª voce) in Detective Conan
- Shintaro Chaki e voci secondarie in Magic Kaito 1412
- Yama, Spoil, San Roswald, Shiki il "Leone Dorato", Karsee, Shiryu e Gancho in One Piece
- Giovanni, Dottor Namba (2ª voce) e Nick in Pokémon Chronicles
- Nobisuke Nobi in Doraemon
- Gamaken e Kitsuchi in Naruto: Shippuden
- Segretario di Snak, Re Galattico, Magetta e Majin Bu (ep.74-75) in Dragon Ball Super
- Re Astor in Prezzemolo
- Signor Gnomo in Il piccolo regno di Ben e Holly
- Kairi Shishigou in Fate/Apocrypha
- Onyango in Fire Force
- Sissignore in Kappa Mikey
- Personaggi vari in Le fiabe di Andersen e Gravity Falls
- Ziggy in Edens Zero
- Dottore e Aldo in Cyberpunk: Edgerunners
- Forgino in Blue Dragon
- Tordhak in La leggenda di Vox Machina
- Kazuo Hayashi in Detective Conan: The Culprit Hanzawa
- Osk in Overlord
- Narratore in Hell's Paradise
- Ichibe in Bleach
- Primo ministro in Bastard!! - L'oscuro dio distruttore
- Tompetty in Phantom Blood [1]

### Film d'animazione
- Daryl Claus in Santa Claus va in pensione
- Ronald Marshall in Batman – Il Cavaliere di Gotham: Prova sul campo
- Constantine in Barbie - Avventura stellare
- Nobisuke Nobi in Doraemon - The Movie: Il Regno delle Nuvole, Doraemon - The Movie: Il dinosauro di Nobita, Doraemon - Il film, Doraemon - Il film: Nobita e la nascita del Giappone, Doraemon - Il film: Nobita e la grande avventura in Antartide "Kachi Kochi", Doraemon - Il film: Nobita e le cronache dell'esplorazione della Luna, Doraemon - Il film: Nobita e l'isola del tesoro, Doraemon - Il film: Nobita e il nuovo dinosauro, Doraemon - Il film 2, Doraemon - Il film: Nobita e l'Utopia celeste, Doraemon - Il film: Nobita e la sinfonia della Terra
- Giudice in Doraemon - The Movie: Il Regno delle Nuvole
- Capo della polizia temporale in Doraemon - The Movie: Il dinosauro di Nobita
- Shigemura Tetsuhiro in Sword Art Online - The Movie: Ordinal Scale
- Shintaro Chaki in Detective Conan - L'ultimo mago del secolo
- Uno dei 5 Astri di Saggezza in One Piece Film: Red
- Bonji in Il film Pokémon - Scelgo te!
- Re James in America: il film
- Frollo in Il Gobbo di Notre Dame (1996)

### Videogiochi (parziale)
- Conrad Roth in Tomb Raider[2]
- Theodore Eastwick e personaggi minori in Thief
- Commentatore in F1 2013[3]
- Archimede in God of War: Ascension[4]
- Brand e Swain in League of Legends
- Charles Dickens in Assassin's Creed: Syndicate[5]
- Malfurion Grantempesta, Gran giudice Tetrapietra, Arcimago, Sergente violento e Destafiamme in Hearthstone: Heroes of Warcraft[6]
- Ozwell E. Spencer in Resident Evil: Resistance
- Gabriel Castillo, Ary Kinryn e Elwyn in Dreamfall: The Longest Journey (2006)[7]
- Prometeo in God of War II (2007)[8]
- Quincy Sharp in Batman: Arkham Asylum (2009),[9] Batman: Arkham City (2011),[10] Batman: Arkham Origins (2015)[11]
- Ispettore Jakes in Il professor Layton e il richiamo dello spettro (2009)[12]
- Abaddon in Darksiders (2010)[13]
- Dedalo in God of War III (2010)[14]
- Pat Maine in Alan Wake (2010)[15]
- Sir Walter Beck e Comandante Milton in Fable III (2010)[16]
- Kowalski in Killzone 3 (2011)[17]
- Alphonse Dalston e maggiordomo in Il professor Layton e la maschera dei miracoli[18]
- Direttore e Oracolo delle Ombre in Hollywood Monsters 2 (2011)[19]
- Barone Strucker in Captain America: Il super soldato (2011)[20]
- Alfred Pennyworth in Batman: Arkham City (2011),[10] Batman: Arkham Origins (2013),[11] Batman: Arkham Knight (2015)[21], Batman: Arkham Shadow (2024)[22]
- Mr. Miz in Borderlands 2 (2012)[23]
- Piero Joplin in Dishonored (2012)[24]
- Reginald Birch, padre Timothy in Assassin's Creed III (2012)[25]
- Blake Dexter in Hitman: Absolution (2012)[26]
- Raymond e Arthur in Il professor Layton e l'eredità degli Aslant (2013)[27]
- Forrest Blackwell in LEGO City Undercover (2013)
- Ezra Loomis in Gears of War: Judgment (2013)[28]
- Zachary Hale Comstock in BioShock Infinite (2013)[29]
- Gozek, Orek e Victor in Diablo III: Reaper of Souls (2014)[30]
- Red in Borderlands: The Pre-Sequel (2014)[31]
- Ministro del Sangue in Bloodborne (2015)[32]
- Malfurion Grantempesta in Heroes of the Storm (2015)[33]
- Karl Montag in Deus Ex: Mankind Divided (2016)[34]
- Pothinus in Assassin's Creed: Origins (2017)[35]
- Paldora in Star Wars: Battlefront II (2017)[36]
- Ben Collins in Detroit: Become Human (2018)[37]
- Erodoto in Assassin's Creed: Odyssey (2018)[38]
- Walter Kincaid in Tom Clancy's The Division 2 (2019)[39]
- Ormus in Diablo II: Resurrected (2021),[40] Diablo IV (2024)[41]
- Cappello parlante, gargoyle e Scrope in Hogwarts Legacy (2023)[42]
- Baltair, Meros e Vendral Trost in Diablo IV (2023)[43]
- Gerath e Jost in Final Fantasy XVI (2023)[44]
- Lebedev in Atomic Heart (2023)[45]
- Kaishu Katsu in Rise of the Rōnin (2024)[46]
- Takhur in Unknown 9: Awakening (2024)[47]
- Sanada Masatoyo in Assassin's Creed Shadows (2025)[48]